# 大乘非佛說論諍
大乘非佛說論諍，是佛教教內因大乘佛教教義出現一事而發生的論諍，開始於公元一世紀左右，也就是部派佛教主導時期後期、大乘佛教經典開始流行之時；在傳統的各個佛教部派之中，逐漸流傳出新興的大乘教典，反對者不承認其作為佛教經典、個人修行方法和佛語的地位，亦否定這批大乘教典所傳揚的見解和思想，對這些大乘教經的可信性及教義內容有所質疑，於是有「大乘非佛說」說法的出現。
現代南傳佛教主要繼承「上座部」分別說派的教義、戒律和修行方式，以聲聞道為主，不奉行大乘教典；北傳佛教中的漢傳佛教主要繼承「大乘」菩薩道傳統，而藏傳佛教主要修習密教化大乘的「金剛乘」，各傳承對此諍論在原則立場上均沒有太大變化。

## 對大乘一詞的定義
在大乘非佛説論諍中，「大乘」通常指大乘佛教，但論諍中的雙方都有人用大乘一詞來指稱其他事物，例如不少認為「大乘是佛説」的人聲稱摩訶衍一詞早已出現在《阿含經》上，他們試圖以此證明大乘一詞及相關思想出自佛陀本人所説的話，但事實上在《阿含經》中，大乘一詞經常被用作對於佛家思想本身的具有正面意義的稱呼，因為內道思想被認為優於外道思想，所以被視為內道思想的佛家思想及被視為外道思想的其他學派的思想有時會被分別稱為大乘及小乘，在這種情況下，大乘一詞所指的不是大菩提乘或大乘佛教等其他事物；又例如一些認為「大乘非佛説」的人因完全不承認除《尼可耶》外的佛教教典的內容的可信性一事而直接否定其他典籍所記載的關於菩薩乘的説法的正確性，而菩薩乘有時會被大乘佛教稱為「大乘」，在上座部佛教教內及大乘佛教教內，都有信奉者修習菩薩乘佛法，故此這些人把「大乘非佛説」中的大乘一詞解釋為這些宗教的教義中的菩薩乘。
由此可見，由於大乘一詞多有歧義，因此有時候在進行爭論時，雙方所説的大乘根本不是指相同的事物，導致各説各話這種情況出現。

## 早期的相關記載
大乘經典的編纂目前被認為很可能由部派佛教的部分團體、婆羅門、教派外求道團體甚至是有觀佛體驗的瑜珈士所共同參與，另外也包含著名的印度梵語文學家如馬鳴（Asvaghasa）、摩咥里制吒（Mātrceṭa）。古印度大乘興起後，傳授流行大乘經典的人稱為「法師」，梵語為dharma-bharnaka（初期佛教中專門背誦阿含聖典者，稱為「持法師」，巴利語為：dhamma-bhannaka，其梵語形式即是dharma-bharnaka），原意為以音樂、魔術或說書雜耍等技藝為生遊走的藝人。雖然這些人是被當時社會所鄙視的。這些大乘法師有的宣說部派擁有的《阿含經》，有的則宣說描述佛陀前世修行故事的《本生經》，這些法師接受了「新興的大乘佛法」後，也紛紛向人群講述大乘佛教的教說和真理。此舉引起部派佛教中反對者的僧侶和在家眾激烈排斥「法師」的現象。
早期的大乘經典就顯示這些激烈的現象，如：
- 《道行般若經》：「是皆非佛所說，餘外事耳。」
- 《般舟三昧經》：「聞是三昧已，不樂不信。……相與語云：是語是何等說？是何從所得是語？是為自合會作是語耳，是經非佛所說。」
- 《妙法蓮華經》：〈勸持品〉中記載了「許多如夜叉般的僧眾辱罵我們」、「從寺院被驅趕出來，儘管屢遭種種惡言相對，我們(法師)不發一語、不皺眉頭，不管多少回全都忍下來」這些事情。另外《法華經》提到一位「常不輕菩薩」在面對充滿惡意的辱罵、棒棍毆打或石頭攻擊等行為時，接合掌禮拜，並且說：「我不敢輕於汝等，汝等皆當作佛。」基於此種狀況，大乘教派產生了強調要尊重法師、毀謗大乘法是重罪等教義。在大乘經典《法華經》〈方便品〉中也記載了佛陀在宣說大乘教義時，有五千聲聞眾退席不聽。這也都可以視為了解早期佛教徒因對佛教教義不同的見解而產生紛爭現象的參考。

## 支持“大乘非佛說”的觀點

### 對大乘經典的否認
認為“大乘非佛說”，從古印度的部派到現今的南傳佛教國家或地區中的反對者，提出批評主要針對大乘經典及戒律。更有意見指出大乘佛教是當初阿育王時代的生活困苦的婆羅門所另創的教派。他們不認可絕大部份修行方法如：用梵文（說唱大乘經典獲取功德和只重理論，期望萬千佛菩薩拯救但個人修行從不重視）及大乘教典的來源傳承：「諸天所傳授、從夢中得來、從他方佛聞、從三昧中見佛聞法、自然呈現在心中、得自龍宮、得自南天鐵塔、來自窟外集結」，認為這些經典皆非釋迦牟尼佛所說，釋尊在世時期並無部派與各種「乘」的分野，以傳統佛教第一次結集經典來檢驗，判定大乘經典的內容是違背了傳統佛教第一次結集的「非法說法」，且認為「大乘」「小乘」這些說法不是佛說，反對大乘經典使用「小乘」（Hīnayāna）一詞貶稱聲聞、緣覺二乘。
泰國上座部佛教法增比丘（Bhikkhu Dhammavaro）在《為何要學習南傳佛教？》表示：
|  | 佛陀在世時根本沒有什麼上座部、大眾部等，也沒有什麼南傳、北傳，大乘和小乘的分別。部派佛教的出現是因為對法與律詮釋的差別所致。僧團當時在教理和戒律上皆是一致，沒有多大的差異。南傳佛法是肯定我們個人的修行，不依賴佛、菩薩、護法神等的參與，這一點是具有積極的意義的。教派的爭辯是無謂的，大乘和小乘的分別是大眾部（大乘佛教徒）強加的分法，目的為了更能吸引信徒和比其他教派更優越，而上座部佛教徒否認這種分法。 |

緬甸上座部佛教馬哈希長老在《帝釋所問經講記》表示：
|  | 大乘佛教徒以極樂世界等同於涅槃。他們描述那是天堂，並說：在那裡的所有眾生成佛之後，將在此世界裏永遠地免除老、病、死，而享有永恆的快樂。極樂世界與那些相信生命永恆而讚頌的天堂極為相似。因此有西方宗教學家指出這信仰很可能是吸收基督教的信者得救概念，如口諗南無阿彌陀佛即可往生極樂世界。 |

### 對《妙法蓮華經》的批評
大乘《妙法蓮華經》記載佛用「小乘」「非實化城」引導「怯弱下劣」、「鈍根」、「少智」的辟支佛和阿羅漢弟子逃離危險的「三界火宅」，所有的辟支佛和阿羅漢弟子都會放棄「小乘」「非實化城」改當高級的「大乘」菩薩重回危險的「三界火宅」乘愿入塵世，將在未來世成佛，
部分南傳佛教徒認為，大乘《妙法蓮華經》記載佛說所有辟支佛跟阿羅漢弟子都會“繼續輪迴”在來生成佛的說法和《中阿含經》、巴利三藏記載佛說阿羅漢「永無來生」不合。
大乘《妙法蓮華經》記載釋迦牟尼佛和多寶佛曾經同時同地出現，《中阿含經》記載佛說「若世中有二如來者，終無是處。」，《長阿含經》記載佛說「欲使現在有二佛出世，無有是處。」，《增壹阿含經》記載佛說「世無二佛之號」「一佛境界無二尊號」，《佛說大堅固婆羅門緣起經》記載佛說「同一時中，無處容受二佛如來、應供、正等正覺，出現世間，宣說諸法。」，大乘《妙法蓮華經》的說法和《中阿含經》、《長阿含經》、《增壹阿含經》、《佛說大堅固婆羅門緣起經》不合。
泰國上座部佛教隆波通在《正念動中禪的原理與方法》表示：
|  | 如果阿羅漢一百年、二百年後會再生，那是假阿羅漢，不是真的，或許只是宣傳要讓人來相信而已。因為沒有真正的瞭解，或者只是因為從經典上看來的，就這麼說，以為一百年、二百年會再生。如果真正的瞭解就不會這麼說。阿羅漢不會再去那裡，也不會再生了。沒有苦所以不會再生。如果再生就是有苦，因為阿羅漢沒有苦了，所以他沒有辦法再生。再生是因為無明，無明讓我們再生。現在來培養覺性，就是要來破除無明了。 |

上座部佛教長老戒喜禪師在《上座部佛教只有阿羅漢乘嗎？》表示：
|  | It is important to note that once a person becomes an arahant, he will not become a Buddha in that life; and since there is no more rebirth for him, he will not become a Buddha in the future either. 值得注意的是，一旦成為阿羅漢聖人，他便在此生不再會成爲佛陀；此後也不會再有來世，他便在此後也不會再成為佛陀。 |

大乘《妙法蓮華經》記載佛說釋迦牟尼佛最後一世前早已成佛，《出曜經》記載佛說釋迦牟尼在最後一世還是菩薩修外道苦行後還沒成佛前曾經「興三不善念，欲念、恚念、害念。」。早已成佛的人不會有不善念、欲念、恚念、害念，大乘《妙法蓮華經》的說法和《出曜經》不合。

### 對《楞嚴經》的批評
大乘《楞嚴經》記載有辟支佛去聽佛說法，《增壹阿含經》記載佛說因為「世無二佛之號」「一佛境界無二尊號」所以在釋迦牟尼佛的佛教時期不會有其它佛和辟支佛存在，所有辟支佛早就在釋迦牟尼菩薩最後一世成佛前就先取滅度了。《楞嚴經》的說法和《增壹阿含經》不合。

### 對禁止吃肉的批評
大乘《大般涅槃經》、《楞伽經》、《楞嚴經》記載佛禁止弟子吃肉說法

跟漢傳佛教律藏、上座部佛教經藏及漢傳佛教史不合，在佛教《第一次結集》經典中佛教內主張推行吃素不吃肉的人只有破和合僧的提婆達多和其信徒。《根本說一切有部毘奈耶破僧事》記載佛和佛弟子吃肉，提婆達多批判佛和佛弟子吃肉是殺生並因此禁止弟子吃肉。《十誦律》記載提婆達多破和合僧時在佛教僧團推行不吃肉，佛言：「癡人。我聽噉三種淨肉。」佛拒絕提婆達多禁止吃肉的戒律，之後提婆達多召開破和合僧布薩有504比丘追隨提婆達多捉籌成立不吃肉的新僧團。《摩訶僧祇律》記載世尊涅槃後佛教僧團並沒有禁止吃肉的戒律。
上座部佛教《臭穢經》(葷腥經)記載吃素外道批評佛食肉是臭穢，於是佛回應吃素外道貪瞋癡才是臭穢食肉不是臭穢。
上座部佛教《本生經》二四六油教訓本生譚記載佛吃了師子將軍供養的三淨肉後被吃素苦行裸體外道耆那教尼乾子非難，於是佛解說釋迦牟尼佛前世被燃燈佛授記未來成佛當了菩薩後修菩薩道時一樣吃肉被尼乾子非難，佛說菩薩吃肉「不為罪污染」，漢傳佛教大乘梵網經菩薩戒記載佛禁止菩薩吃肉的說法和上座部佛教本生經說法不合，釋迦牟尼過去修菩薩道走向成佛時並沒有遵守不吃肉戒律。

### 對“十方諸佛”的批評
上座部佛教認為不存在十方諸佛，只承認娑婆世界三世佛，并提出過去二十八佛的概念。

## 支持“大乘是佛說”的觀點

### 對大乘經典的質疑的論證
约在五世紀時，長於因明論式的唯識学派論書《大乘莊嚴經論》提出「大乘是佛說」的八理由：
1. 諸大乘經若是壞正法者說，佛陀應先記別此事，如正法將滅佛陀預先記別。
2. 聲聞乘與大乘同時流傳，雖有顯隱之別，如何能確定唯獨大乘非佛所說？
3. 大乘佛法廣大甚深，非外道所能思量，外道經論不說亦不信受。所以大乘經不是非佛說。
4. 若謂大乘非今佛(釋迦牟尼佛)所說，而是他方佛、過去佛所說，由於佛佛道同，佛智等故，則釋迦佛亦說大乘。
5. 捨棄大乘成佛的教說，就無佛出世。無佛出世，就不會有聲聞乘。由於佛出世宣說聲聞教，推知有「佛乘」，故宣說成佛教說的大乘是佛說。
6. 依大乘佛法勤加修行者，皆能得无分别智（Nirvikalpa jñāna），正對治一切煩惱，所以當信此是佛說。
7. 大乘意趣甚深（四意趣 （页面存档备份，存于）），非表面文句可解，不應只取字面文義，不辨了義不了義，就說那非佛所說。

在《成唯識論》中又提出，諸大乘經，皆順無我違數取趣，棄背流轉趣向還滅，讚佛、法、僧，毀諸外道，表蘊等法而遮遣勝性等法，因此大乘經能顯示無顛倒理，同《增一阿含》等經一樣為聖教量。

### 對质疑“淨土”法門一事的回應
大乘佛教净土宗认为，净土是依照佛陀的本愿力形成的、相对于秽土而言的佛土之类别，它不同于秽土，而无有淫欲、无有恶道、无有苦音声、有的净土还无有女人，生于彼处的众生是化生的，净土内处处庄严美丽、七宝所成，修行人一念之间就得上妙饮食现前，不用操心生活的琐碎事，只需一心专修，故是适合修行之清净地，如极乐世界即是如此，只要众生發願往生极乐世界，信願行具足，便能够承藉阿弥陀佛的大愿得以往生。在净土，生老病死仍沒有被完全免除，在那𥚃居住一事不代表已經了脫生死，只是因為可以亲闻佛陀讲法，所以一定能夠因此而成為淨佛；而在极乐世界中，甚至还能凭借阿弥陀佛的大愿，因應信願行的不同，往生後位列相应的品位，而得到四向四果乃至大菩萨的果位。
在净土宗看来，只要信心具足地称念阿弥陀佛的佛号就能够“带业往生”入极乐世界，这是一种针对末法时代众生提出的方便法、普适根机的妙法；阿弥陀佛的寿命极长，又称“无量寿佛”，根据大愿，往生彼国的圣者也能得到如同其一般长的寿命，但并非永生，因为阿弥陀佛亦会在未来入灭，由观世音菩萨次补成佛；极乐世界中的境界是“极乐无为涅槃界”，但这种涅槃是“涅槃而不住涅槃”的大乘境界，是已具备自在生死的涅槃能力，但随愿恆常在虚空法界渡化众生的境界，故不能等同于常见中的天堂。

### 「大乘」、「小乘」之分別的諍論和彌合
大乘佛教初期的教法認為，傳統部派佛教教法雖使人能修成阿羅漢，解脫生死輪迴，但仍有別於佛陀的究竟妙覺佛果。而大乘佛教信徒因此認為有別於傳統部派佛教的二乘解脫道，佛陀必定是行一種更高階的「菩薩道」，所以成佛的教法就是大乘佛法，是究竟的教法。然而大乘佛法在過去部派佛教時期，因為機緣未成熟，眾生無法接受，因此密而不傳五百年。如佛入滅五百年後，龍樹菩薩入雪山向老比丘求得大乘經等等的傳說。再加上部派佛教的質疑，於是大乘佛教徒自稱為菩薩道是“大乘行”，歧視性地貶稱其他部派為“小乘”，因為緣覺僧、聲聞僧入般涅槃後就進入真正無我的境界，反之菩薩驗證涅槃後須仍入六道輪迴行六度救渡未解脫的眾生，以修行到相對於解脫道涅槃更究竟的涅槃境界。
部分傳統佛教部派不認可絕大部份大乘佛教的來源傳承：「諸天所傳授、從夢中得來、從他方佛聞、從三昧中見佛聞法、自然呈現在心中、得自龍宮、得自南天鐵塔、來自窟外集結」，認為這些經典皆非釋迦牟尼佛所說，這些保守部派判定大乘經典是違背佛教《第一次結集》經典「非法說法」，認為「大乘」「小乘」這些說法不是佛說，反對大乘經典使用「小乘」（Hīnayāna）一詞貶稱聲聞、緣覺二乘。
大乘佛教發展後，內部出現了不同的意見。一部份人相信，小乘的教法只是暂时的，不了义的只能阶段性用以接引初机学佛的人，并不究竟。这派可以《维摩诘所说经》为代表，认为即使犯了五无间罪的众生，只要修行大乘佛法，也能得到解脱。但是修行小乘佛法，永远无法成佛。这一派认为小乘佛教是应该受到谴责的。但是另一部分人相信，小乘与大乘虽然修持方法不同，但同为通往解脱成佛的方法。此派以《妙法莲华经》为代表，它提出“三车喻”：以羊車（声闻乘）、鹿車（缘觉乘）、牛乘（菩薩乘）喻佛說三乘，認為二乘弟子急於解脫三界生死輪迴苦，僅涅槃前利益少數有情眾生故，故如羊、鹿之小車，菩薩乘則兼顾自利、利他，發菩提願，永不入無餘涅槃，盡未來際利益無量無數有情眾生，故如牛之大車；這三乘是佛爲不同根基的學生所說的教法，在终极意义上並無“小乘”與“大乘”的區別，两者的歸向是統一的，即一佛乘，雖有階次之分，又彼此含攝，因此不應互相誹謗，要彼此尊重接納，維護佛法的統一。大乘判教理論出現後，以天台宗為首的北傳宗派的判教認為，佛陀在方等時說法，為了喚起、堅定僧徒對大乘菩提道的嚮往和信心，多貶斥二乘爲“小乘”，讚歎“大乘”；在般若時，開始拋棄大、小的分別執著；在法華涅槃時，宣佈在究竟上法無定法，小乘與大乘皆是安立的假名，佛陀的本懷是一佛乘。
也就是說，雖謂“大乘”、“小乘”，菩薩乘、金剛乘的所有的基礎都蘊含在聲聞、緣覺二乘教法中，故與二乘的關係是不可割裂的，如一樹生出多枝椏，三乘都是從一佛乘而生，並無本質的區別。聖嚴法師認為：小乘佛教可以作為大乘佛教的基础，不应该予以轻视。因為第十四世達賴喇嘛的支持，藏傳佛教信徒通常也避免使用“小乘”作稱呼，改稱為“基乘”（基礎乘）。正如“小乘”爲小学，“大乘”显宗爲中学，金刚乘的弟子還认为“金刚乘”（密宗）爲大学；当入了中学後，则可以理解小学的境界，进而有能力再进入小学帮助小学生学习，但小學是通往中學、大學的基礎，不可或缺（共法）。“回小向大”（從“小乘”信仰轉向“大乘”信仰）不是再作为凡夫入轮回，而是“乘愿再来”，所作業也是“清淨業”，但菩薩境界無論是多麼不可思議，它的基礎仍然是二乘，也就是佛陀所教導的四聖諦、八正道、十二因緣、三十七道品、三無漏學等。雖然因對佛法存在不同的觀點而形成了三股大的宗派，但全球佛教界達成共識，不應該執著於大、小之別，而應維護佛教的統一，遵從佛說三乘俱是一乘的旨意。近年來，隨著南傳、北傳的交流增多，以及藏傳利美運動的興起，佛教派別之間臻於理解與和平相處。
不過，由於“小乘”一詞的歷史使用時間較久等原因，近現代尤其是學術界，仍然有人沿用「小乘」稱呼聲聞乘、緣覺乘佛法，而南傳佛教主要傳承了保守的赤銅鍱部大寺派傳統，以聲聞、緣覺教法爲主流，否認大乘佛教提出的“小乘”說法，故大乘佛教地區也常用“小乘佛教”稱呼南傳佛教，這引起了一些東南亞地區佛教徒的不滿。1950年，世界佛教徒聯誼會決定使用“上座部佛教”一詞稱呼南傳佛教，不應再使用“小乘”的稱呼。目前，東亞各國官方已響應決議，不再使用“小乘”稱呼南傳佛教，不過在部分研究文獻和民間當中仍然有人沿用“小乘”一詞，貶義色彩已經大大降低。
葉均在《南傳上座部佛教源流及其主要文獻略講》表示：
|  | 從大乘和小乘這兩個名詞本身的概念來看，是包含著自褒貶他之意的。但現在的學術界，為了研究佛學而沿用此名，則無褒貶之意，而是對歷史發生發展的事實而作客觀的分析。從歷史上看，過去大乘和小乘之間的互相對立、爭執、排斥的情況是存在而且相當激烈的。內部自相鬥爭的結果，促使佛教在印度的消亡！這個問題，佛陀生前就曾警告他的弟子說：「彼人不了悟，『我等將毀滅』！若彼等知此，則爭論自息」（見法句第六頌）。……現在各國佛教徒的情況已經有所變化，大多數佛教徒都認識到，雖然佛教各派的學術思想有所不同，但都是本著釋迦牟尼的言教而各自發展起的，所以大家都願意互相往來，講團結，講友誼。從這方面講，我們就不能不注意，在彼此互相友好訪問之時，不宜採用「大乘」和「小乘」這樣可能引起誤會的言詞，為了加強各國佛教徒和人民的團結和相互尊重，應該稱他們為上座部佛教，這是他們一向自稱的正確的部派名稱。 |

達摩難陀長老在《佛教徒信仰的是什麼》表示：
|  | 1950年召開的佛教大會，明確的規定對南傳佛教的稱呼，無論在西方或東方一律使用上座部而不使用小乘。在大乘經典裡，也明確的指出「聲聞乘」，在上座部或大乘佛教裡，對這三乘之一的「聲聞乘」的解釋都是一致的。不同的部派對佛陀的教義有不同的理解。但是，兩千多年來，並不因此而導致佛教分裂。這體現了佛教徒獨一無二的容忍精神。 |

### 对“一方世界多尊佛”质疑的回应
大乘佛教认为，“一世界无二佛”是指一方国土上同时只能成就一尊佛陀，且只有他作为教主，但一佛出世、千佛拥护，他方世界的佛陀是可以现身短暂存在的，如要长期留存说法，则会现声闻身、在家人身，如僧团裡的观世音菩萨等是古佛再来。因此實際上並不存在“一方世界同時多佛出世”。辟支佛前來聽法也是相同的道理，其可能爲化身。

### 对“成佛後再成佛”质疑的回应
釋迦佛如成佛後再来示现成佛之行为是为教化众生故的示现，如观世音菩萨以前早已成佛，而示现到极乐佛国中将再次成佛。成佛者當然三業清淨，無有妄念，但爲教化眾生故當可以示現。佛的境界是唯佛了知，不應該以凡夫的境界去妄自測度。

### 对“禁止食肉”质疑的回应
在《涅槃經》、《楞严经》等大乘经典中都有禁止食肉的内容，并开示了起初听许食三净肉而今不听许食肉的因缘。不过，遮止食肉的条文仍主要集中于菩萨戒法。
在梁武帝發表《斷酒肉文》前漢傳佛教「律中無有斷肉法」。在歷史上，汉传佛教出家人和在家人均可食凈肉（不見殺、不聞殺、不為我殺），但受梵网菩萨戒者因戒律禁止，应禁断食肉，在家人如果發心不食肉者亦可以禁斷食肉。梁武帝發表《斷酒肉文》後漢傳佛教僧團才開始普遍遵守梵網經菩薩戒，即使未受戒者，也完全禁止吃肉，以朝廷的力量推行素食，在長久的影響下漢地有了素食的習慣。
然而，大乘禁斷食肉亦並非絕對。如果條件不允許，原則上可食锅边肉（俗称花素，即在带有肉食的菜肴中只食蔬菜），而在俗弟子未受不食肉戒者，均可以食用三淨肉；甚至传说禅宗六祖慧能在躲避纷争，隐居山林与猎人一起生活时，猎人食肉，惠能从未禁止猎人食肉，而是食用锅中的蔬菜，此即“锅边肉”的来由。在日本漢傳佛教中，又因為“肉食妻帶”的政令要求，日本佛教僧侶只受居士五戒，允許食肉甚至結婚生子。在藏傳佛教中，菩薩戒仍要求不食肉，但有些偏遠地區因為食物來源單一，獲取困難，因此亦有部分開遮允許食牛羊肉的情況。

## 關於菩薩道的分歧

### 南傳菩薩道
傳統佛教《第一次結集》經典本來就有記載完整的菩薩成佛之道，不管是要成為佛、辟支佛、佛的阿羅漢弟子都必須修四念處如實覺知五蘊的剎那生滅及無常、苦、無我才有辦法證悟四道、四果、涅槃、斷除所有煩惱脫離輪迴成為佛、成為辟支佛、成為佛的阿羅漢弟子，不修四念處就無法證悟四道、四果、涅槃、斷除所有煩惱脫離輪迴，不修四念處就無法成為佛、辟支佛、佛的阿羅漢弟子。
佛陀出現於世間的目的乃是為了幫助其他眾生增加智慧、解脫煩惱、止息輪迴、走向涅槃，佛、辟支佛和佛的阿羅漢弟子已經走到佛教最終目的——涅槃，佛、辟支佛、阿羅漢弟子的解脫沒有差別，辟支佛和佛的阿羅漢弟子不需要再繼續成佛。佛說過辟支佛和佛的阿羅漢弟子已經「永無來生」，因此辟支佛和佛的阿羅漢弟子不可能繼續輪迴在來生成佛。
佛陀的定義就是佛陀必須自師自悟然後幫助聲聞弟子覺悟證阿羅漢果結束輪迴，少量的佛就可以帶領大量阿羅漢弟子斷除所有煩惱結束輪迴進入無餘涅槃，在無佛教的時代也有辟支佛可以靠自己無師自悟斷除所有煩惱結束輪迴進入無餘涅槃，不需要所有眾生都成佛就能讓所有眾生達到佛教最終目的——涅槃。《相應部》47相應14經記載佛說所有的佛都必須有兩個像舍利弗、目犍連一樣的上首弟子，《長阿含經》記載所有的佛都必須有像阿難一樣的給侍弟子，這就說明了不可能所有眾生都成佛，大乘經典中所有眾生都「所有眾生都應該成佛」的說法違背佛教《第一次結集》經典。
佛教第一次結集經典沒有「所有眾生都應該成佛」的說法，上座部佛教的佛弟子可以自由選擇自己想成為佛、成為辟支佛或成為佛的阿羅漢弟子。上座部佛教《南傳菩薩道》說明修菩薩道必須必須發願成為佛，修行修到被佛授記未來成佛才能成為菩薩，菩薩必須累積十波羅蜜修行最少四大阿僧祇加上十萬大劫才能成佛，菩薩成佛所需時間不可能比四大阿僧祇加上十萬大劫更短。
佛說過所有的佛都是人在人間以人身成佛，不可能在三界外的佛土成佛也不可能中陰身成佛。

### 北傳菩薩道
一般來說，行菩薩道包括的德目有四攝、六度萬行和四弘誓願。經五位（資糧位，加行位，通達位，修習位，究竟位）十地的階段而圓滿十波羅蜜，在此過程中積聚福德（puṇya）與智慧（jñāna）二種資糧，逐步斷除煩惱障和所知障，最後入首楞嚴三昧得金剛喻定 （页面存档备份，存于），斷盡最極微細之煩惱而成佛。
簡要來說，可將其歸納為《小品般若經》中所用的四階段：1. 初發心 (初發意、新發意，初發菩提心); 2. 久發心 (久修習，行六波羅蜜); 3. 不退轉 (阿惟越致、阿鞞跋致，入無生法忍 ); 4. 一生補處 (阿惟顏、一生所繫)。其中，六渡法與南傳菩薩道大體一致又稍有區別。
又或者將其開展為《楞嚴經》中的「五十五位菩提路」，從乾慧地、十信位、十住位、十行位、十迴向位、四加行、十地，再至等覺菩薩也是最後身菩薩，乃至妙覺菩薩也就是佛地。按法相宗說法，此十信至十迴向皆攝屬「資糧位」，四加行為「加行位」，十地屬「修習位」，妙覺菩薩為「究竟位」。藏傳佛教同樣在「修習位」中安立「十地」。大乘菩薩道認為菩薩不同於凡夫而不離於凡夫，與南傳菩薩道認為的“在成佛前菩薩都是凡夫”有所不同；根據判教理論，阿羅漢“已作地”果位等同於圓教中的菩薩七信地，已經出輪迴，而菩薩以慈悲心故不住涅槃，再入塵世間繼續渡化眾生，便可繼續圓滿，直至成佛。

## 學術界觀點
現代的佛教研究學者，以歷史及語言學研究為根據，將印度佛教史可依思想分為幾個時期，以平川彰的《印度佛教史》為例，分別是初期佛教(原始佛教)、部派佛教、大乘佛教初期、大乘佛教晚期和秘密佛教(金剛乘)，目前學界普遍認為大乘佛教是從原始佛教演變而來的，並非一開始就出現在釋迦牟尼佛時代，也非從大眾部演變而來。

### 日本德川時代末期
德川時代末期，是西方佛學研究的濫觴時期。西方利用梵語、巴利文和其本身語言關係的密切。能輕易解讀巴利語系的南傳佛教和當時尼泊爾新發現的梵語佛教文獻。於是英、美、德、法、俄各國都開始對佛教的文獻、歷史、教理和文化進行了研究。為何和傳統大乘佛學的研究認知不同?現代日本佛教學者水野弘元在其著作《佛教的真髓》（仏教の真髄）中指出：研究佛學的方法可略分為明治以前的傳統方式和明治以後西式的科學研究方法兩種。後者主要是希望正確地找出佛教中的事實。而自古以來傳統的方法，則是找出佛教所據有的價值，進而去體驗和實修。現代的佛教研究者的研究方法自然是取自明治以後西式的科學研究方法。著重於研究分析大乘佛教與小乘各部派，與傳統印度教《奧義書》思想、甚至與基督教信仰之間的淵源與關係。「大乘非佛說」之所以有被重提的感覺，是因為現代研究結果和「上座部佛教」對於大乘佛教的舊說法是相近的。而其實這個議題在大乘佛教出現以來，就一直是一個被熱烈討論的議題。而探討「大乘非佛說」就必須探討「大乘佛教的起源」，此爭論點也因此轉移到大乘佛教的起源處和起源時間點上。

### 日本明治維新後
日本的佛教學者在明治維新以後，也接受了新的西式佛學研究方法。最早到西方學習西方佛教學的日本人是明治九年(西元1876年)，由東本院寺派去英國留學的南條文雄、笠原研壽。其後著名的有高楠順次郎博士以及當時活躍於國際間的嬕崎正治博士和荻原云來等人。新的研究方法的結果，使日本佛學研究者重新開始對於大乘佛教有新的看法，甚至有些學者認為大乘佛教無法代表原始佛教的精神。
- 富永仲基 (日本)

至於在日本重提以歷史角度定位「大乘非佛說」(非歷史上的釋迦牟尼佛親口宣說)的先驅，是日本德川時代的富永仲基（西元1715－46年），在他所著《出定後語》一書中質疑了大乘佛教的基礎。

- 反對主張者：

村上專精
前田慧雲
這種說法，當然不被當時大乘佛教信徒所接受，如日本村上專精的《佛教統一論》，前田慧雲的《大乘佛教史論》都主張大乘經典是佛陀所說。前田慧雲在該著作中以大眾部流傳的經典《增一阿含經》和大乘佛教教義的高相似度，認定大乘佛教源自於部派佛教的大眾部佛教。該主張在1960年代之前仍為日本學界的定論。

### 現代
- 平川彰博士 (日本)：
  - 主張「非僧非俗的寺塔集團，為大乘佛教的起源」

東京大學教授平川彰博士在1968年所著的《初期大乘佛教之研究》一書中，藉由「佛與僧別體，佛塔非僧伽的所有物，與部派間不能共住交往，大乘當然也不能和部派佛教者共住。大乘經以十善為尸羅(戒)波羅蜜，十善為在家戒。」推想大乘並非源自於出家的部派佛教，與出家的部派佛教無關。進而推導出「非僧非俗的寺塔集團，為大乘佛教的起源」。這為研究大乘佛教教團成立研究提供了的新方向。而該主張則取代了之前「大乘佛教源自於出家系統的大眾部」而成為今日本學界的定論，許多佛學入門書籍都採用此根據作為說明。
- 印順法師 (台灣)
  - 反對日本平川彰博士「非僧非俗的寺塔集團，為大乘佛教的起源」的主張。台灣大乘佛教僧侶也是佛教學者的印順法師並不同意，並於《初期大乘佛教之起源與開展》中提出反駁的論據和看法。印順法師並不認為佛塔非僧伽所有物，後續的推論也將有所改變。

- Gregory Schopen (美國)
  - 為加州大學洛杉磯分校的美國佛教學者，Gregory Schopen反對日本平川彰博士「非僧非俗的寺塔集團，為大乘佛教的起源」主張。當然日本後續又有學者提出反駁並支持平川氏的理論。

- 下田正弘(日本)
  - 東大副教授下田正弘所著的《涅槃經的研究──大乘經典的研究方法試論》（春秋社，1997年）。他認為「思想研究」在最後，思想的生命不在體系性和明晰性，而是在於發起運動的啟發性。該著作提出三點和平川說不同的結論。首先，佛塔透過印度佛教史，不問出家、在家，是被視為佛陀本身的重要存在。第二，大乘經典和小乘經典是連續地被製作，作為起源絕不被斷絕。第三，僧院型的佛教和非僧院型的佛教，不是對應出家和在家的分類，若被迫二者擇一的話，可以考慮在出家佛教內共存的、不同的二要素。
- 約翰·W·佩蒂特
  - 約翰·佩蒂特（John W. Pettit）寫道：「大乘佛教沒有得到一個強有力的歷史主張表明它代表了歷史上佛陀的明確教誨。」然而, 他也認爲, 大乘佛教當中的基本概念，如“菩薩道、空性（sunyata），以及對佛陀和阿羅漢作爲精神理想的區別的認識”，可以在巴利典籍中被看到。根據佩蒂特的說法，這表明大乘佛教“並不是簡單的虛構教義的累積”，而是“與佛陀本人的教誨有着強烈的聯繫”[73]。

## 宗教界觀點

### 上座部佛教信奉者所持有的觀點
上座部佛教在教義方面上認為大乘經典是違背傳統佛教《第一次結集》經典「非法說法」的偽佛法，也認為「大乘」、「小乘」的相關說法不是佛陀所提出的。
- 印度阿育王時代大眾部聲稱一切世界都有十方諸佛，佛教《第三次結集》的《論事》記載阿羅漢目犍連子帝須尊者批判了大眾部的「一切方住諸佛邪執」：「彼佛何名、何生、何姓耶？彼佛之父母何名耶？彼佛之一雙弟子[74]何名耶？彼佛之近侍[75]何名，持如何之衣，持如何之鉢[76]耶？於如何之聚落、村邑、都城、王國、地方耶？」[77]結果大眾部無法回答目犍連子帝須尊者的問題說明：「十方諸佛名字？十方諸佛姓氏？十方諸佛父母姓名？十方諸佛兩大上首弟子[74]姓名？十方諸佛近侍弟子[75]姓名？十方諸佛穿什麼三衣？十方諸佛拿什麼鉢[76]乞食？十方諸佛出生地地點地名？十方諸佛成佛地點地名？十方諸佛第一次說法講轉法輪經地點地名？」等十方諸佛基本資料。

- 緬甸上座部佛教馬哈希長老[10]在《帝釋所問經講記》（页面存档备份，存于）表示：「大乘佛教徒以極樂世界等同於涅槃。他們描述那是天堂，並說：在那裡的所有眾生成佛之後，將在此世界裏永遠地免除老、病、死，而享有永恆的快樂。極樂世界與那些相信生命永恆而讚頌的天堂沒有很重大的不同。這信仰很可能是基於那些想宣揚常見的佛教徒的著作。」
- 大乘《妙法蓮華經》記載佛說所有辟支佛和佛的阿羅漢弟子都會繼續輪迴在來生成佛[15]，泰國上座部佛教隆波通 （页面存档备份，存于）在《正念動中禪的原理與方法》 （页面存档备份，存于）表示：「如果阿羅漢一百年、二百年後會再生，那是假阿羅漢，不是真的，或許只是宣傳要讓人來相信而已。因為沒有真正的瞭解，或者只是因為從經典上看來的，就這麼說，以為一百年、二百年會再生。如果真正的瞭解就不會這麼說。阿羅漢不會再去那裡，也不會再生了。沒有苦所以不會再生。如果再生就是有苦，因為阿羅漢沒有苦了，所以他沒有辦法再生。再生是因為無明，無明讓我們再生。現在來培養覺性，就是要來破除無明了。」
- 上座部佛教長老Ven. U Silananda （页面存档备份，存于）在《Is Theravada Buddhism for Arahatship Only?》 （页面存档备份，存于）表示阿羅漢弟子不可能在未來成佛：'It is important to note that once a person becomes an arahant, he will not become a Buddha in that life; and since there is no more rebirth for him, he will not become a Buddha in the future either.'
- 泰國上座部佛教法增比丘（Bhikkhu Dhammavaro）在《為何要學習南傳佛教？》 （页面存档备份，存于）表示：「佛陀在世時根本沒有什麼上座部、大眾部等，也沒有什麼南傳、北傳，大乘和小乘的分別。部派佛教的出現是因為對法與律詮釋的差別所致。僧團當時在教理和戒律上皆是一致，沒有多大的差異。南傳佛法是肯定我們個人的修行，不依賴佛、菩薩、護法神等的參與，這一點是具有積極的意義的。教派的爭辯是無謂的，大乘和小乘的分別是大眾部佛教徒強加的分法，上座部佛教徒否認這種分法。」

### 大乘佛教信奉者所持有的觀點
在宗教層面上, 現代大乘佛教徒除了大部分的一般信奉宗教者外，對於「大乘非佛說」的看法如下：   
- 台灣印順法師對於大乘是否佛說的爭議在《以佛法研究佛法》中的「大乘是佛說論」中，在佛法的表現、流行和學派分裂上作出探討，並且聲稱人們應將重心放在大乘是否為佛法這個問題上，之後又於1981年出版了《初期大乘佛教之起源與開展之後》一書。
  - 印順法師被認為十分重視對原始佛教歷史的研究，他承認大乘佛教是隨着時間流逝 慢慢地發展起來，故此其教典的內容不是釋尊親口宣説的，但他也表示自己認為不論是原始佛教還是大乘佛教，都掌握了佛法的核心大義，兩者都是為順應不同的人的根性一事而出現的，印順法師指責那些只以巴利佛教為宗的人忘記了原始佛教無法離開印度文化圈這個事實，印順法師聲稱大乘佛教有更加強大的適應能力，同時實現了創教者的本懷，這是其獨特的長處[78]。
- 台灣聖嚴法師為代表，他除了在宗教家的思想層面提出了大乘佛教教義合理性高的理由外(比如大乘佛教原本是密傳，而在佛滅約五百年後適當的時機才公開、大乘佛經形式上毫無疑問是印度佛教第二期的作品，然而產在第二期的作品未必就是第二期時代的元素等等)。
  - 在《基督教之研究》中第二章「牧師與神父的『佛教學』」中認為只要是尊重歷史知識的人，只要是了解佛教思想發展和變遷的人，他都會承認這(指大乘非佛説)是歷史事實，然而不能只強調「非佛親口宣說」，更應該強調「是佛法」的另一面，是佛說與不是佛說，不是佛教注重的問題；佛教注重的是，是不是合乎佛法的原則，這才是符合佛教「依法不依人」的理念。
  - 在《正信的佛教》中聖嚴法師認為：南傳佛教忽略了北傳佛教對佛教分成大乘和小乘的正確性。因為在《根本有部律》卷四五及《雜阿含經》卷二八第七六九經均有大乘之名，不過那是指八正道的修行者。南傳上座部佛教的巴利三藏和注釋並沒有修八正道是「大乘」這種說法, 在《相應部》有修八正道的為梵乘或法乘。《雜阿含經》卷二六第六六九經，以行四攝法為大士；《增一阿含經》卷十九明白記載大乘的六度。但整個南傳上座部佛教的巴利三藏和注釋並沒有「大乘」「小乘」這些名詞，漢傳阿含經的編譯者是大乘信徒，其編譯可能混進原本傳統佛教第一次結集經典所沒有的大乘經典內容。此外，相同的術語未必代表相同的事物。但是就整體而言，漢傳佛教大藏經中《阿含經》的內容與南傳大藏經中相對應的《尼柯耶》的大部分內容仍算是一致的。

### 聲稱自身代表原始佛教的宗教組織的成員所持有的觀點
自近代起，開始有不少佛教徒為尋找佛教教義的原始面貌一事而在拋棄了主流宗教的成見的情況下　致力研究佛教的歴史，隨佛比丘是其中一人，他創立了原始佛教會。
- 原始佛教會在其對佛教歷史所作的研究的基礎上[80]，聲稱北傳佛教及南傳佛教都沒有完全保留原始佛教的教義[81]。雖然原始佛教會曾經批評某些貶損該組織的南傳佛教徒及北傳佛教徒[82]，但是其創立者隨佛比丘並不主張完全排斥漢傳佛教及藏傳佛教等其他宗教，反而主張與它們合作以使正法得以被弘揚，此外，原始佛教會表示其不否認十方三世有其他佛陀，但其主張只以䆁迦牟尼佛為其崇信對象，理由是避免與這些佛陀有關的無謂的臆測及爭論等等[83]。另一方面，隨佛比丘曾經聲稱原始佛教的教義與大乘佛教關於淨土的觀點之間有相通之處，他鼓勵希望在去世後前往淨土的佛教徒以符合原始佛教教理的方式修習淨土法門，例如專心憶念無量壽佛的稱號和累積足夠的福業 而非單單誦唸阿彌陀佛的名號，以免他們無意中使這一修行方式變得偏向於人天乘教法[84]。

## 類似的論諍
在金剛乘佛教興起之後，大乘佛教教內有着對於金剛乘佛教的不同看法。藏傳佛教文獻記錄了曾有大乘佛教信奉者提出金剛乘非佛說及密續非佛說的相關説法一事。